# Atanasio Pérez Cantalapiedra

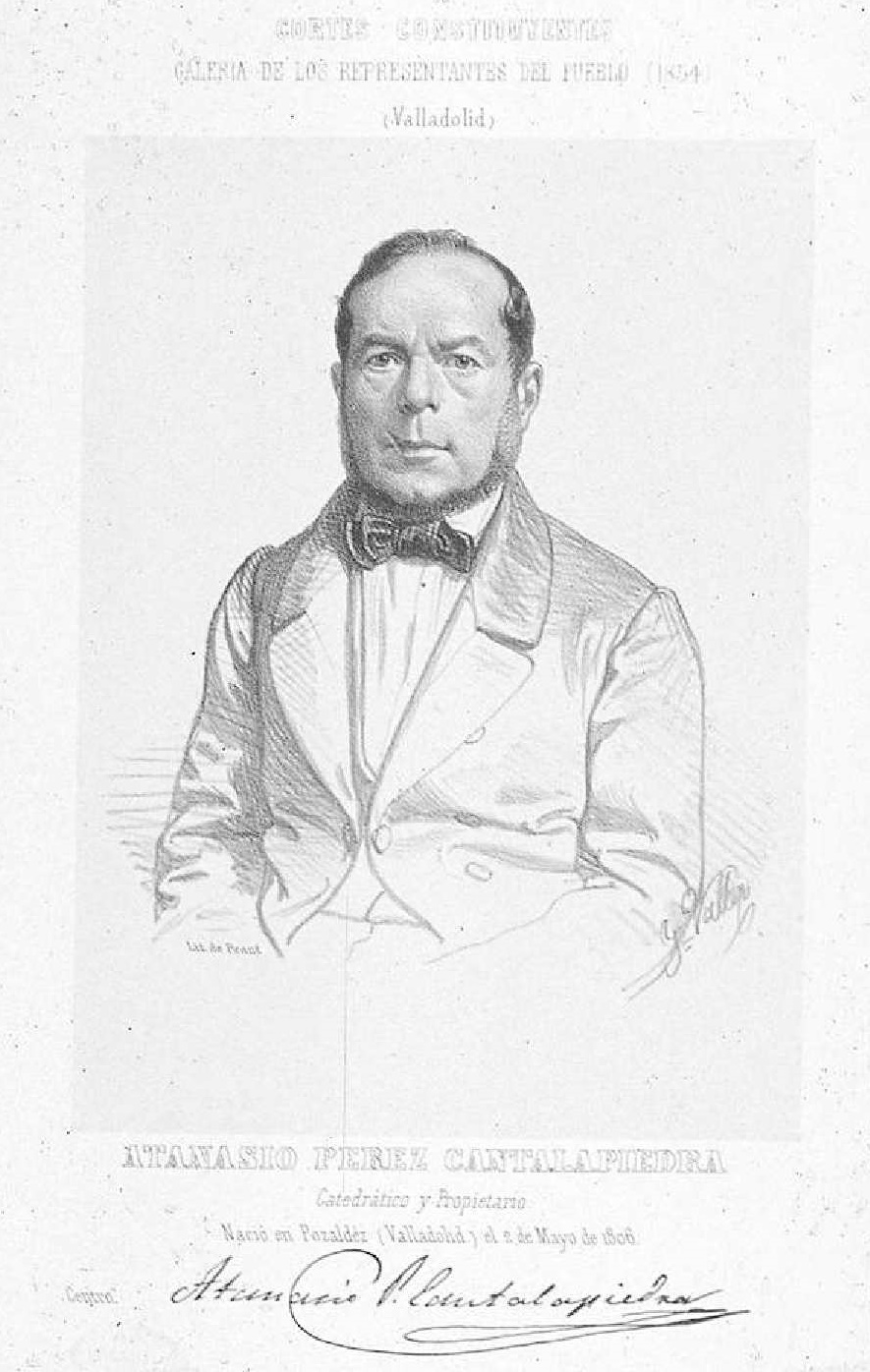
Retrato de Atanasio Pérez Cantalapiedra, litografía de José Vallejo y Galeazo para la serie de retratos de diputados: Cortes constituyentes: galería de los representantes del pueblo (1854) / (Valladolid). Inscripción al pie: «Atanasio Pérez Cantalapiedra. Catedrático y Propietario. / Nació en Pozaldez (Valladolid.) el 2 de Mayo de 1806. / Centro». Facsímil de la firma.. Lit. de Peant. Biblioteca Nacional de España.

Atanasio Pérez Cantalapiedra (Pozaldez, 1804/1806 -1876) fue un jurista, hacendado y político español de ideología liberal. Miembro del Partido Progresista, en 1863 fue elegido rector de la Universidad de Valladolid.
Hijo del médico de Pozaldez, que le legó un rico patrimonio en tierras que él supo ampliar hasta convertirse en uno de los más grandes propietarios de la provincia, estudió leyes y filosofía y se doctoró en derecho civil en la Universidad de Valladolid, en la que transcurrió toda su vida académica. En 1833 obtuvo por oposición la cátedra de instituciones filosóficas —o Filosofía con un resumen de su historia—. Paralelamente y durante los años de la primera guerra carlista desempeñó el cargo de fiscal militar de la provincia de Valladolid, puesto desde el que trató de evitar las acusaciones fundadas en la venganza y limitar la aplicación de la pena de muerte a casos excepcionales.
Diputado electo en segunda elección por la circunscripción de Valladolid en julio de 1839, elección declarada nula en septiembre por no haberse presentado el mínimo de candidatos requerido, fue nuevamente elegido en enero de 1840 como suplente por la misma circunscripción y titular en febrero de 1842, ocupando el escaño hasta el 26 de mayo de 1843. El final de la regencia de Espartero significó un parón en su actividad política a la que no volvió hasta los años del Bienio progresista. Nuevamente electo diputado por Valladolid en octubre de 1854, con 6440 votos de los 8883 emitidos, se mantuvo en el escaño hasta el final de la legislatura, el 2 de septiembre de 1856.
En noviembre de 1863 fue nombrado rector de la Universidad de Valladolid, nombramiento celebrado con alborozo por la comunidad universitaria. Se adhirió a la Revolución de 1868 que puso fin al reinado de Isabel II y en enero de 1869 fue nuevamente elegido diputado a Cortes constituyentes en representación del distrito de Valladolid. En el Congreso de los Diputados apoyó la candidatura de Espartero al trono de España.
Elegido senador por la provincia de Valladolid para las legislaturas de 1871-1872 y 1872-1873 y de nuevo el 2 de febrero de 1876, solo unos días después el alcalde de Pozaldez comunicaba telegráficamente al Senado el fallecimiento del senador, ocurrido en la tarde del 18 de febrero.